# Level Five
Level Five és una pel·lícula pseudo-documental o fals documental francesa de 1997, dirigida per Chris Marker i protagonitzada per Catherine Belkhodja.

## Argument
Laura és la vídua d'un programador informàtic. Intenta superar el seu dolor completant l'últim treball del seu difunt marit, una reconstrucció de videojocs de la batalla d'Okinawa en què espera simular un resultat alternatiu a la tragèdia històrica. Mentrestant documenta el procés, amb la intenció de proporcionar el material per a una nova pel·lícula de l'amic del seu difunt marit Chris Marker.

## Repartiment
- Catherine Belkhodja com a Laura
- Chris Marker com ell mateix i narrador
- Kenji Tokitsu, artista marcial, entrevistat com ell mateix
- Nagisa Oshima, cineasta, entrevistat com ell mateix
- Ju'nishi Ushiyama com ell mateix
- Kinjo Shigeaki com ell mateix

## Recepció
Keith Uhlich de The A.V. Club va nomenar la reestrena de Level Five com la sisena millor pel·lícula del 2014, empatant-la amb The Congress.